# Leef (album)
Leef is het dertiende album van de Volendamse zanger Jan Smit en opvolger van zijn livealbum Live '09 - Jan Smit komt naar je toe tour 08/09. Als voorloper op het album werd op 26 februari 2010 de single "Leef nu het kan" uitgebracht, deze kwam op nummer 1 van de Single Top 100 terecht. Een maand later op 26 maart 2010 kwam het album uit en kwam een week later op nummer 1 binnen in de Album Top 100.

## Hitnoteringen

### NederlandseAlbum Top 100
| Hitnotering: (Week 1 t/m 53) 03-04-2010 t/m 02-04-2011 Hitnotering: (Week 54 t/m 57) 30-04-2011 t/m 21-05-2011 Hitnotering: (Week 58) 11-06-2011 | Hitnotering: (Week 1 t/m 53) 03-04-2010 t/m 02-04-2011 Hitnotering: (Week 54 t/m 57) 30-04-2011 t/m 21-05-2011 Hitnotering: (Week 58) 11-06-2011 | Hitnotering: (Week 1 t/m 53) 03-04-2010 t/m 02-04-2011 Hitnotering: (Week 54 t/m 57) 30-04-2011 t/m 21-05-2011 Hitnotering: (Week 58) 11-06-2011 | Hitnotering: (Week 1 t/m 53) 03-04-2010 t/m 02-04-2011 Hitnotering: (Week 54 t/m 57) 30-04-2011 t/m 21-05-2011 Hitnotering: (Week 58) 11-06-2011 | Hitnotering: (Week 1 t/m 53) 03-04-2010 t/m 02-04-2011 Hitnotering: (Week 54 t/m 57) 30-04-2011 t/m 21-05-2011 Hitnotering: (Week 58) 11-06-2011 | Hitnotering: (Week 1 t/m 53) 03-04-2010 t/m 02-04-2011 Hitnotering: (Week 54 t/m 57) 30-04-2011 t/m 21-05-2011 Hitnotering: (Week 58) 11-06-2011 | Hitnotering: (Week 1 t/m 53) 03-04-2010 t/m 02-04-2011 Hitnotering: (Week 54 t/m 57) 30-04-2011 t/m 21-05-2011 Hitnotering: (Week 58) 11-06-2011 | Hitnotering: (Week 1 t/m 53) 03-04-2010 t/m 02-04-2011 Hitnotering: (Week 54 t/m 57) 30-04-2011 t/m 21-05-2011 Hitnotering: (Week 58) 11-06-2011 | Hitnotering: (Week 1 t/m 53) 03-04-2010 t/m 02-04-2011 Hitnotering: (Week 54 t/m 57) 30-04-2011 t/m 21-05-2011 Hitnotering: (Week 58) 11-06-2011 | Hitnotering: (Week 1 t/m 53) 03-04-2010 t/m 02-04-2011 Hitnotering: (Week 54 t/m 57) 30-04-2011 t/m 21-05-2011 Hitnotering: (Week 58) 11-06-2011 | Hitnotering: (Week 1 t/m 53) 03-04-2010 t/m 02-04-2011 Hitnotering: (Week 54 t/m 57) 30-04-2011 t/m 21-05-2011 Hitnotering: (Week 58) 11-06-2011 | Hitnotering: (Week 1 t/m 53) 03-04-2010 t/m 02-04-2011 Hitnotering: (Week 54 t/m 57) 30-04-2011 t/m 21-05-2011 Hitnotering: (Week 58) 11-06-2011 | Hitnotering: (Week 1 t/m 53) 03-04-2010 t/m 02-04-2011 Hitnotering: (Week 54 t/m 57) 30-04-2011 t/m 21-05-2011 Hitnotering: (Week 58) 11-06-2011 | Hitnotering: (Week 1 t/m 53) 03-04-2010 t/m 02-04-2011 Hitnotering: (Week 54 t/m 57) 30-04-2011 t/m 21-05-2011 Hitnotering: (Week 58) 11-06-2011 | Hitnotering: (Week 1 t/m 53) 03-04-2010 t/m 02-04-2011 Hitnotering: (Week 54 t/m 57) 30-04-2011 t/m 21-05-2011 Hitnotering: (Week 58) 11-06-2011 | Hitnotering: (Week 1 t/m 53) 03-04-2010 t/m 02-04-2011 Hitnotering: (Week 54 t/m 57) 30-04-2011 t/m 21-05-2011 Hitnotering: (Week 58) 11-06-2011 | Hitnotering: (Week 1 t/m 53) 03-04-2010 t/m 02-04-2011 Hitnotering: (Week 54 t/m 57) 30-04-2011 t/m 21-05-2011 Hitnotering: (Week 58) 11-06-2011 | Hitnotering: (Week 1 t/m 53) 03-04-2010 t/m 02-04-2011 Hitnotering: (Week 54 t/m 57) 30-04-2011 t/m 21-05-2011 Hitnotering: (Week 58) 11-06-2011 | Hitnotering: (Week 1 t/m 53) 03-04-2010 t/m 02-04-2011 Hitnotering: (Week 54 t/m 57) 30-04-2011 t/m 21-05-2011 Hitnotering: (Week 58) 11-06-2011 | Hitnotering: (Week 1 t/m 53) 03-04-2010 t/m 02-04-2011 Hitnotering: (Week 54 t/m 57) 30-04-2011 t/m 21-05-2011 Hitnotering: (Week 58) 11-06-2011 | Hitnotering: (Week 1 t/m 53) 03-04-2010 t/m 02-04-2011 Hitnotering: (Week 54 t/m 57) 30-04-2011 t/m 21-05-2011 Hitnotering: (Week 58) 11-06-2011 | Hitnotering: (Week 1 t/m 53) 03-04-2010 t/m 02-04-2011 Hitnotering: (Week 54 t/m 57) 30-04-2011 t/m 21-05-2011 Hitnotering: (Week 58) 11-06-2011 |
| Week: | 1 | 2 | 3 | 4 | 5 | 6 | 7 | 8 | 9 | 10 | 11 | 12 | 13 | 14 | 15 | 16 | 17 | 18 | 19 | 20 | 21 |
| --- | --- | --- | --- | --- | --- | --- | --- | --- | --- | --- | --- | --- | --- | --- | --- | --- | --- | --- | --- | --- | --- |
| Positie: | 1 | 2 | 3 | 3 | 4 | 3 | 3 | 8 | 15 | 20 | 13 | 13 | 17 | 19 | 24 | 24 | 25 | 23 | 24 | 5 | 18 |
| Week: | 22 | 23 | 24 | 25 | 26 | 27 | 28 | 29 | 30 | 31 | 32 | 33 | 34 | 35 | 36 | 37 | 38 | 39 | 40 | 41 | 42 |
| Positie: | 27 | 31 | 27 | 32 | 30 | 20 | 23 | 32 | 44 | 35 | 63 | 57 | 57 | 66 | 56 | 81 | 58 | 68 | 88 | 77 | 76 |
| Week: | 43 | 44 | 45 | 46 | 47 | 48 | 49 | 50 | 51 | 52 | 53 | | 54 | 55 | 56 | 57 | | 58 | | | |
| Positie: | 47 | 77 | 86 | 62 | 44 | 44 | 74 | 92 | 68 | 93 | 91 | uit | 98 | 92 | 77 | 88 | uit | 92 | uit | | |

### VlaamseUltratop 100Albums
| Hitnotering: 03-04-2010 t/m 05-06-2010 | Hitnotering: 03-04-2010 t/m 05-06-2010 | Hitnotering: 03-04-2010 t/m 05-06-2010 | Hitnotering: 03-04-2010 t/m 05-06-2010 | Hitnotering: 03-04-2010 t/m 05-06-2010 | Hitnotering: 03-04-2010 t/m 05-06-2010 | Hitnotering: 03-04-2010 t/m 05-06-2010 | Hitnotering: 03-04-2010 t/m 05-06-2010 | Hitnotering: 03-04-2010 t/m 05-06-2010 | Hitnotering: 03-04-2010 t/m 05-06-2010 | Hitnotering: 03-04-2010 t/m 05-06-2010 | Hitnotering: 03-04-2010 t/m 05-06-2010 |
| Week:                                  | 1                                      | 2                                      | 3                                      | 4                                      | 5                                      | 6                                      | 7                                      | 8                                      | 9                                      | 10                                     |                                        |
| -------------------------------------- | -------------------------------------- | -------------------------------------- | -------------------------------------- | -------------------------------------- | -------------------------------------- | -------------------------------------- | -------------------------------------- | -------------------------------------- | -------------------------------------- | -------------------------------------- | -------------------------------------- |
| Positie:                               | 27                                     | 25                                     | 29                                     | 36                                     | 44                                     | 51                                     | 39                                     | 68                                     | 94                                     | 78                                     | uit                                    |